# Магнолија (Тексас)
Магнолија (енгл. Magnolia) град је у америчкој савезној држави Тексас. По попису становништва из 2010. у њему је живело 1.393 становника.

## Демографија
Према попису становништва из 2010. у граду је живело 1.393 становника, што је 282 (25,4%) становника више него 2000. године.
| Група             | 2000.       | 2010.         |
| Белци             | 926 (83,3%) | 1.058 (76,0%) |
| Афроамериканци    | 126 (11,3%) | 144 (10,3%)   |
| Азијати           | 4 (0,4%)    | 11 (0,8%)     |
| Хиспаноамериканци | 46 (4,1%)   | 163 (11,7%)   |
| Укупно            | 1.111       | 1.393         |